# Mechernich
 (avril 2022).
Si vous disposez d'ouvrages ou d'articles de référence ou si vous connaissez des sites web de qualité traitant du thème abordé ici, merci de compléter l'article en donnant les références utiles à sa vérifiabilité et en les liant à la section « Notes et références ».
Mechernich est une ville de Rhénanie-du-Nord-Westphalie (Allemagne), située dans l'arrondissement d'Euskirchen, dans le district de Cologne, dans le Landschaftsverband de Rhénanie.
Elle se trouve en lisière du Parc national de l'Eifel, et à 36 km Ouest-Sud-Ouest du centre de Bonn.

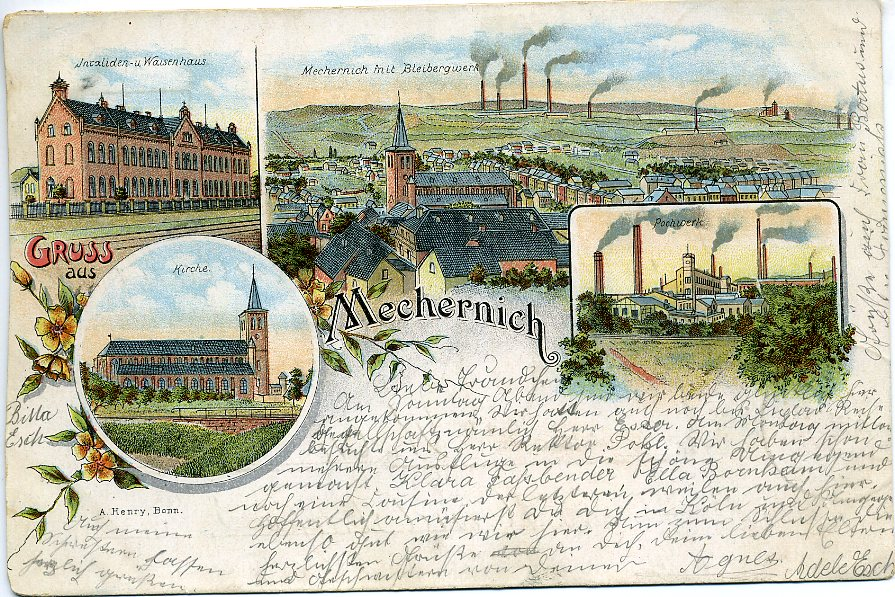
Mechernich : lithographie de 1897

## Personnalités liées à la ville
- Bernhard Clemens August Eick (de) (1814-1868), responsable des mines, philologue classique et antiquaire
- Thomas Braun Sr (1815-1906) est un directeur d'école et pédagogue de renom belge.
- Adolf Meyer (1881-1929), architecte
- Josef Linden (de) (1926-2017), administrateur de district du district d'Euskirchen de 1976 à 1994
- Tom Krey (de) (né en 1947), peintre
- Dieter Engels (de) (né en 1950), avocat et président de la Cour des comptes fédérale
- Georg Dardenne (né en 1959), ancien arbitre de la DFB
- Hans-Peter Salentin (de) (né en 1961), trompettiste de jazz et professeur de trompette de jazz à la Musikhochschule Würzburg
- Ursula Weidenfeld (de) (née en 1962), journaliste économique
- Bettina Wiegmann (née en 1971), footballeuse
- Dirk Moritz (de) (né en 1979), acteur
- Thomas Metzen (de) (1981- ), arbitre de la DFB
- Birthe Wolter (1981- ), actrice
- Katrin Schmidt (de) (née en 1986), footballeuse.